# Les Mystères d'Alfred
Les Mystères d'Alfred est une série télévisée d'animation franco-canadienne produite par Gaumont Animation et distribuée par Muse Entertainment de 52 épisodes de 11 minutes.
En France, elle a été diffusée entre le 21 décembre 2009 et le 30 août 2013 sur France 5 dans Ludo Zouzous puis Zouzous. Elle a été rediffusée sur France 3 Via Stella et France 4 également dans Zouzous.
Au Canada, la sérié a été diffusée sur TFO et TVOntario et aux États-Unis sur Qubo.

## Synopsis
Alfred est le héros du dessin animé, à chaque épisode, il est accompagné de ses amis : Milo et Camille. Alfred, Milo et Camille résout des mystères dans toutes leurs aventures.

## Personnages

### Les personnages principaux
Alfred Hérisson : Alfred est le héros de la série âgé de 9 ans. Il est perspicace, intelligent et sociable. Alfred est le grand-frère de Lili. C'est un jeune garçon au caractère vif. Il mène l'enquête.
Camille Wallaby : Amie d'Alfred. Elle a le sens de l'humour. Toutes ces connaissances viennent de ses lectures. Elle est intelligente et réfléchie. Elle est joyeuse et amicale mais c'est pas la plus douce du trio. Elle utilise des grands mots pour décrire les choses et les gens. Elle n'aime pas quand on la taquine et qu'on se moque d'elle. Elle n'aime Cynthia et elle essaye d'être gentille avec elle. Elle est connue pour ses décisions impulsive et ses jugements.
Milo Moufette :  Ami d'Alfred dont l'imagination est débordante. Il a le sens du drame et plaisante souvent en résolvent des affaires. Il s'énerve pour des choses complètement stupide (ce que Camille se plaît à aggraver parfois). Il est malchanceux et la plupart du temps, grâce à sa malchance, il trouve accidentellement des indices. C'est aussi un glouton et préfère parfois pensé à manger que de parler d'affaire.

## Liste des épisodes
1. Le Fantôme du bois touffu
2. La Forêt malade
3. Drôles de bulles
4. La Revanche du vieux crochu
5. Les perles ont disparu
6. Le Tableau sans peinture
7. L'Art du vol
8. La Ruée vers l'or
9. Parade en péril
10. Fausses Notes
11. Où sont passés les poissons ?
12. La Vie en bleu
13. La Baguette magique
14. Ballon en perdition
15. La Nuit des étoiles
16. Les Poissons volants
17. Le Lac moussant
18. L'Arroseur de Bois Touffu
19. Les Scarabées sans tête
20. Ça gratte